# Wachhund
Ein Wachhund ist ein Haushund, der zur Bewachung eingesetzt wird. Er ist ein Gebrauchshund. Einige Hunderassen wurden speziell für Wachaufgaben gezüchtet.

## Aufgabe

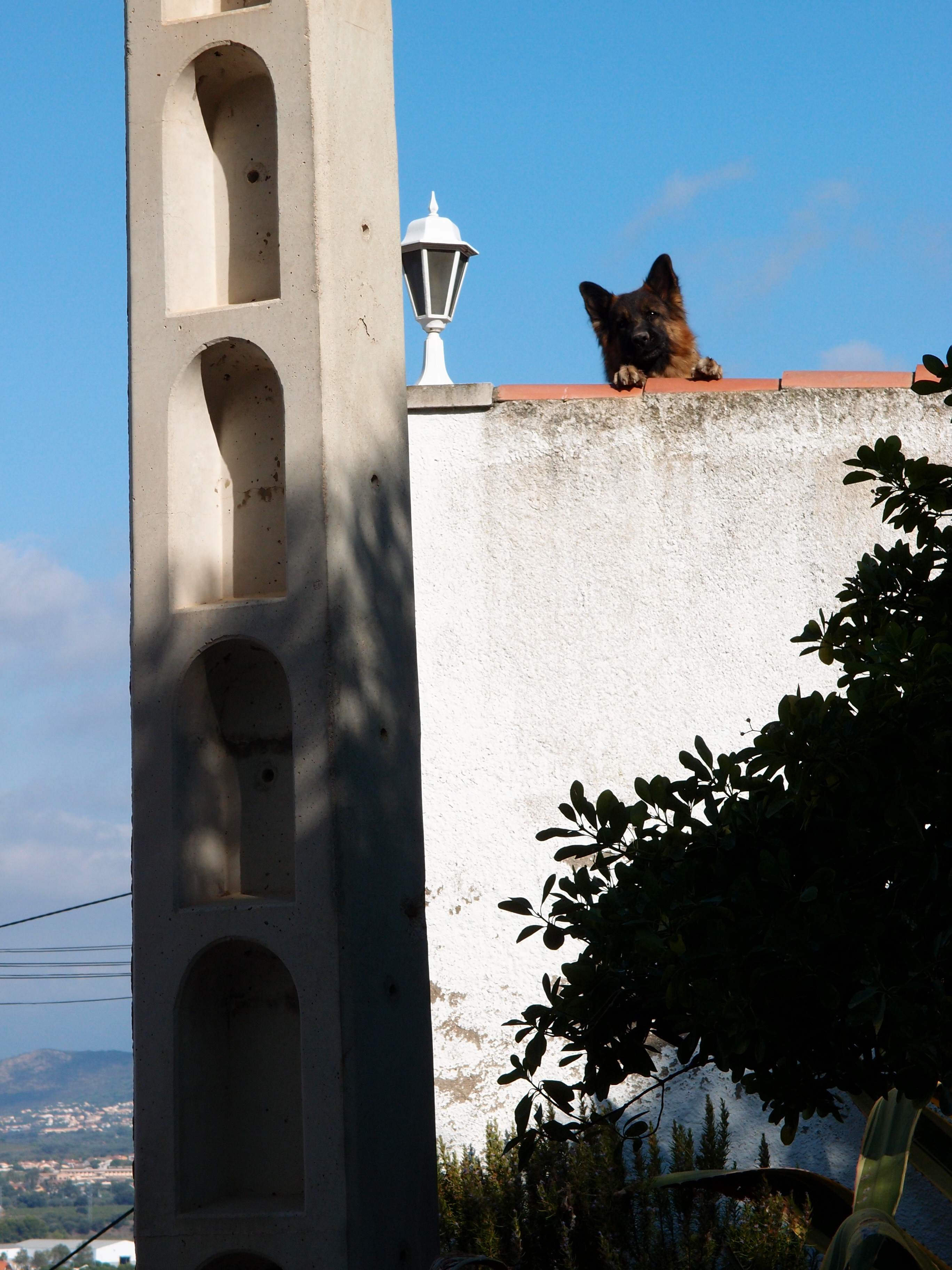
Ein Deutscher Schäferhund auf exponiertem Observierungsposten

Ein Wachhund hat die Aufgabe, ein Revier (wie ein Haus, ein Grundstück) oder anderes (wie eine Viehherde) selbständig, also ohne direkte Einwirkung eines Hundeführers, zu bewachen und Fremdannäherungen anzuzeigen bzw. zu melden (Bellen). Ein Wachhund ist nicht mit einem ausgebildeten Schutzhund zu verwechseln. Der Wachhund hat meist keinerlei derartige kostenintensive Ausbildung genossen und handelt rein instinktiv.
Die Haltung der Wachhunde variiert regional: Während in Deutschland Wachhunde meist in einem baulich (durch Zäune oder Mauern) abgegrenzten zu bewachenden Revier frei laufen dürfen, sind Ketten und reine Zwingerhaltung inzwischen eher tierschutzwidrig. Ein korrekt genutzter Wachhund hat Bezug zu den auf dem Gelände gängigen Personen und lebt meist mit „Familienanschluss“.

## Geschichte
Seit etwa 1000 v. Chr. gibt es Wachhunde. Der Mastiff, der bereits ca. 2200 v. Chr. auf Reliefs dargestellt ist, war wohl der erste, der bei den alten Babyloniern für diesen Zweck eingesetzt wurde. Er war die erste gezielt auf Größe und Kampfbereitschaft gezüchtete Rasse und wurde auch als Kriegshund eingesetzt.
Im Römischen Reich (um 400 v. Chr.) spielten Hunde als Wachhunde eine große Rolle, wovon unter anderem erhaltene Mosaikinschriften cave canem (hüte dich vor dem Hund) zeugen.
In jüngerer Zeit (als Beispiel hier Bismarck mit seinen Doggen) wurden große, teils aggressive Tiere zum Statussymbol. In diese Zeit fällt auch die Neuzüchtung vieler heutiger Hunderassen, die an Wachhundtypen anknüpfen. Sehr aggressive und selbstsichere Hunde sind als Wachhunde aber ungeeignet: Sie bellen nicht, sondern greifen direkt an, wohingegen ohne Aggressionsverhalten die Wacheigenschaften wiederum nicht möglich sind. Als Wachhunde sind meist sehr selbständige Hunde mit einem gewissen Aggressionspotential gefragt. Viele Zuchtverbände legen großen Wert darauf, keine Hunde mit erhöhtem Aggressionspotenzial zu züchten und versuchen, diese durch Wesenstests von der Zucht auszuschließen.

## Wachhundtypen
Als Wachhunde eignen sich je nach gewünschtem Verhalten des Hundes alle Hunderassen und auch Mischlinge in allen möglichen Größen, Farben und Formen. Aufgrund des genetisch bedingten Territorialverhaltens sind die meisten Hunde zu diesem Zweck nutzbar. Im Vordergrund steht das Anschlagen (Bellen) und Melden bei Fremdbetretung des gewohnten Reviers des Hundes.
In großen Arealen wie Betriebsgeländen, wichtigen Objekten und bei Gefährdung durch eine permanente Bedrohung jeder Art werden Hunde jeglicher Größe und Rasse eingesetzt, um vor Fremdbetretung zu warnen. So gesehen ist der Wachhund eine mobile Alarmanlage. Von manchen wird allerdings auch eine aktive Verteidigung des Reviers gefordert. Hierzu bedingt es oft eher spezieller Rassen.
Meist gelten große, kräftige Hunde als reine Wachhunde, die auch aktiv ihr Revier verteidigen. Beispielsweise werden Herdenschutzhunde, Rottweiler, Dobermänner, Schäferhunde, Malinois o. ä. heutzutage gerne zum Schutz staatlicher Einrichtungen eingesetzt und auch zu diesem Zweck gezielt gezüchtet.

## Unterschied zum Schutzhund
Ein Wachhund darf nicht mit einem oft dienstlich geführten Schutzhund verwechselt werden. Dieser hat eine spezielle Ausbildung absolviert und begleitet einen geschulten Hundeführer im Objekt- oder Personenschutz.

## Gänse als Alternative zum Wachhund
Eher unkonventionell, aber noch als Wächter anzutreffen, sind Gänse.
Sowohl in privaten Einrichtungen als auch beim US-Militär werden diese Tiere vor allem eingesetzt, um Eindringlinge durch laute Rufe zu melden und abzuschrecken.
„Nach der Überlieferung waren es Gänse und nicht Hunde, die den Konsul Marcus Manlius Capitolinus und seine Getreuen im Jahre 397 v. Chr. vor dem nächtlichen Überraschungsangriff der Gallier auf die letzte Verteidigungsbastion der Römer auf dem Capitol warnten.“ Das galt als Schande für die Hunde.